# Ministerio de Defensa de la República Dominicana
El Ministerio de Defensa de la República Dominicana (MIDE) anteriormente conocido como Fuerzas Armadas, es el organismo de Estado que representa al conjunto de los cuerpos militares dominicanos. La misión del Ministerio de Defensa es defender la integridad territorial de la República Dominicana y su soberanía, así como mantener la paz y el orden público.
Está compuesto por tres ramas: el Ejército, la Armada y la Fuerza Aérea. También depende de esta oficina el Departamento Nacional de Investigaciones. Además, forma parte el Obispado Castrense de la República Dominicana.
Como Ministerio, su origen proviene de la Constitución dominicana de 1844, como Secretaría de Estado de Guerra y Marina. Su sede ministerial se encuentra en Santo Domingo, Avenida 27 de Febrero, esquina Avenida Luperón, en la Plaza de la Bandera. Las misiones primordiales de las Fuerzas Armadas de la República Dominicana es defender la integridad territorial de la República Dominicana y su soberanía, así como mantener la paz y el orden público. Está dirigido por el Teniente general Carlos Antonio Fernández Onofre desde el 16 de agosto de 2024.